# ذهن (نشریه)
مجله ذهن (به انگلیسی: Mind) مجله‌ای بریتانیایی است که توسط انتشارات دانشگاه آکسفورد به چاپ می‌رسد. این مجله در سال ۱۸۷۶ (توسط فیلسوف اسکاتلندی الکساندر بین و همکارش جورج کروم رابرتسون) تأسیس شد، هرچند در ابتدا تمرکز آن بر این سؤال بود که آیا روان‌شناسی می‌تواند علم طبیعی به‌شمار آید، در سال‌های اخیر بر فلسفه تحلیلی متمرکز است. سردبیر فعلی آن توماس بالدوین است. مقالات مهم بسیاری در این مجله به چاپ رسیده‌اند. چارلز داروین، نوآم چامسکی و مک تاگارت از جمله افرادی هستند که در این مجله به نگارش مقاله خود پرداخته‌اند. از مشهورترین مقالاتی که در این مجله به چاپ رسیده است می‌توان به در باب دلالت نوشته برتراند راسل، لاک‌پشت به آشیل چه گفت نوشته لوئیس کارول، ماشین محاسبه گر و هوش نوشته آلن تورینگ اشاره کرد.